# Delta Air Lines-vlucht 191

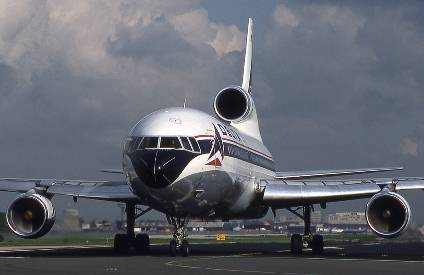
Een Delta Air Lines L-1011

Delta Air Lines-vlucht 191 was een lijnvlucht van Fort Lauderdale-Hollywood International Airport naar Los Angeles International Airport. Op 2 augustus 1985 stortte een vliegtuig van het type Lockheed L-1011-385-1 TriStar, dat deze vlucht uitvoerde, neer bij een tussenlanding op Dallas/Fort Worth International Airport. Bij het ongeluk kwamen 8 van de 11 bemanningsleden en 126 van de 152 passagiers om het leven, evenals een man op de grond. Later overleden nog twee mensen aan de gevolgen van hun verwondingen, en daarmee kwam het totale aantal doden op 137. Het is daarmee het zwaarste vliegtuigongeluk in de geschiedenis van Delta Air Lines. De oorzaak van de ramp was windschering veroorzaakt door een microburst. 

## Het ongeluk
Gezagvoerder van vlucht 191 was op 2 augustus 1985 piloot Edward "Ted" Conners, co-piloot was Rudolph Price en tweede officier was Nick Nassick.
Toen het vliegtuig over Louisiana vloog, vormde zich een onweersbui op de route. Het vliegtuig had zijn daling al ingezet toen de piloot de onweersbui opmerkte. Hij maakte plannen om de route van het vliegtuig te wijzigen en zo het onweer te vermijden.
Op de luchthaven Dallas-Fort Worth was het weer ook slecht. Er had zich een geïsoleerde onweersbui gevormd direct boven het vliegveld. De piloot en co-piloot waren hiervan op de hoogte, maar besloten toch door te vliegen. Daardoor kwam het vliegtuig in een microburst terecht.
Toen het vliegtuig op 240 meter hoogte was, versnelde het plotseling zonder dat de bemanning iets deed. Hoewel het vliegtuig zou moeten landen met een snelheid van 276 km/h, versnelde het tot 320 km/h. Price probeerde de snelheid van het vliegtuig te stabiliseren, maar Conners herkende de plotselinge versnelling als het gevolg van windschering. Hij waarschuwde Price om de snelheid in de gaten te houden. Plotseling remde het vliegtuig af naar 246 km/h, waarna Price extra gas gaf om het vliegtuig in de lucht te houden. De snelheid bleef echter dalen, tot 220 km/h. Price probeerde overtrek te voorkomen door de neus van het vliegtuig naar beneden te sturen. Daardoor nam de daalsnelheid van het vliegtuig toe tot 520 m/min toen het de grond raakte.
Vlucht 191 raakte de grond op een veld 2.000 m voor de landingsbaan. Het vliegtuig stuiterde terug de lucht in, en kwam weer neer op een snelweg. Daarbij werd een auto verpletterd en de inzittende kwam om het leven. Het vliegtuig zelf schoot door en kwam op het vliegveld tot stilstand toen het tegen een paar watertanks botste. Het vliegtuig vloog vrijwel direct in brand. Net voor de botsing brak het achterste stuk van het vliegtuig af. De meeste overlevenden van de ramp zaten in dit gedeelte..
Twee passagiers die de ramp in eerste instantie hadden overleefd, stierven 30 dagen later aan hun verwondingen. Een van de luchthavenmedewerkers die hielp bij het redden van de passagiers moest ook in het ziekenhuis worden opgenomen vanwege pijn in zijn armen en borstkas.

## Onderzoek
Na een lang onderzoek door de National Transportation Safety Board werd duidelijk dat de ramp het gevolg was van het slechte weer, gecombineerd met een aantal fouten van de piloten.

## Nasleep
Het ongeluk van vlucht 191 inspireerde later de televisiefilm Fire and Rain. De ramp was ook onderwerp van een aflevering van “When Weather Changed History” op The Weather Channel, en een aflevering van Air Crash Investigation.